# 나나쓰가타케토잔구치역
나나쓰가타케토잔구치역(일본어: 七ヶ岳登山口駅)은 일본 후쿠시마현 미나미아이즈군 미나미아이즈정에 있는 아이즈 철도 아이즈 선의 역이다.

## 역사
- 1953년 11월 8일: 국철 아이즈 선의 이토자와역으로 영업 개시.
- 1987년
  - 4월 1일: 일본 철도 민영화에 의하여 동일본여객철도(JR 동일본)에 계승됨.
  - 7월 16일: 아이즈 철도로의 전환과 동시에 나나쓰가타케토잔구치역으로 역명 변경.

## 역 구조
단선 승강장 1면 1선의 지상역으로 무인역이다.
귀틀집풍의 역사로 역명판에는 "일곱개 봉우리의 산들 바람(七ツの峰のそよ風)"이라고 기록되어 있다. 일본국유철도(국철) 아이즈 선 이토자와 역 시절에는 아이즈코겐오제구치 역과 같은 타입의 역사를 가지고 있었지만, 무인화되어 창문이나 매표구는 판자로 되었다.

## 역 주변
- 나나쓰가타
- 국도 제121호선

## 인접역
| 아이즈 철도 ■ 아이즈 선          | 아이즈 철도 ■ 아이즈 선                | 아이즈 철도 ■ 아이즈 선                    |
| -------------------------------- | -------------------------------------- | ------------------------------------------ |
| 아이즈산손도조 니시와카마쓰 방면 | □ 쾌속 "AIZU 마운트 익스프레스" ■ 보통 | 아이즈코겐오제구치 아이즈코겐오제구치 방면 |